# Polfärskt Bröd
Polfärskt Bröd AB är en rikstäckande svensk sälj- och distributionsorganisation som representerar följande bagerier: Polarbageriet, Gillebagarn, Korvbrödsbagarn, Smarry, Hägges, Va'gott och Hatting Bageri. Sedan 2021 är bolaget även återförsäljare åt Fazer Bageri och Bageri Skogaholm.
Säljorganisationen hette tidigare Allbröd, men bytte namn till Polfärskt Bröd 2006.